# 弗拉西斯·马拉斯
弗拉西斯·马拉斯，OLY（1983年3月31日—），希腊男子竞技体操运动员。他曾在世界竞技体操锦标赛单杠比赛中获得2枚金牌和1枚银牌。他也参加了2004年、2008年、2012年和2016年四届夏季奥运会。